# Kunst und Antiquitäten GmbH
Die Kunst und Antiquitäten GmbH, kurz auch KuA, war ein Außenhandelsbetrieb, der der DDR dazu diente, mit dem Export von gebrauchten, bis dahin in Staats- oder Privatbesitz befindlichen Waren und Antiquitäten möglichst schnell Valuta-Gewinne zu erwirtschaften. Das Unternehmen gehörte zum Bereich Kommerzielle Koordinierung des DDR-Ministeriums für Innerdeutschen Handel, Außenhandel und Materialversorgung. Die Firma bestand von 1973 bis 1990.

## Geschichte
Die Firma wurde 1973 im Zuge einer Verfügung des DDR-Ministerpräsidenten Willi Stoph gegründet. Eine Anregung dazu kam von Kurt Hager, Mitglied des Politbüros. Die Firma gehörte zum Bereich Kommerzielle Koordinierung und unterstand damit Alexander Schalck-Golodkowski, einem „Offizier im besonderen Einsatz“ des Ministeriums für Staatssicherheit (MfS) im Rang eines Obersts. Mit Hilfe des Unternehmens sollten zunächst Kunstgegenstände, die bis dahin zum DDR-Museumsfonds gehörten, im Wert von 55 Millionen Valutamark verkauft werden, um so die von einer negativen Zahlungsbilanz geprägte finanzielle Situation der DDR zu verbessern. Dies erschien auch deshalb möglich, weil seinerzeit in der Bundesrepublik hohe Preise für Antiquitäten gezahlt wurden. 1974 übernahm die KuA die Privatfirma Antikhandel Pirna. Ab Jahresbeginn 1974 besaß die KuA das Monopol für Export und Import von Antiquitäten, Kunst und kulturellen Gebrauchtwaren. Um solche Gegenstände für den Export nutzbar zu machen, sorgte das Unternehmen durch das MfS dafür, dass Museen zum Aussondern bestimmter Bestände unter Druck gesetzt wurden und dass Sammler und Antiquitätenhändler gezielt kriminalisiert, verhaftet, verurteilt und enteignet wurden. Wichtige Mitarbeiter der KuA waren zugleich Inoffizielle Mitarbeiter (IM) des MfS. Um die Sammler und Antiquitätenhändler zu kriminalisieren, schickte man ihnen einen überhöhten Einkommensteuerbescheid mit der Begründung, dass sie zu Hause gewerblich mit Kunstgegenständen handelten. Da sie diese Steuerschulden nicht begleichen konnten, wurden ihre Sammlungen gepfändet und durch DDR-Finanzorgane an die KuA verkauft.
Zu den exportierten Gegenständen gehörten Gemälde, Porzellan, antike Möbel, Glasgegenstände und Münzen. Käufer der Gegenstände waren vor allem Großhändler in der Bundesrepublik Deutschland, in Belgien und den Niederlanden sowie Antiquitäten- und Gebrauchtwarenhändler weltweit. Die KuA nutzte für den Verkauf auch Strohmänner und Scheinfirmen als Vermittler. Im Laufe der Zeit dehnte das Unternehmen sein Sortiment auf Pflastersteine, Bahnschwellen, Biertische, Torf, Schnittblumen und andere Produkte aus. Dafür importierte sie aus dem Westen auch Bürogeräte und Spezialmaschinen. Die KuA stieg zudem in den internationalen Briefmarkenhandel ein und verkaufte Briefmarken aus der Zeit des Nationalsozialismus, deren Handel in der DDR offiziell verboten war.
Die KuA betrieb ein Lagerhaus in Mühlenbeck nahe Berlin. Von 1973 bis 1989 setzte das Unternehmen circa 430 Millionen DM um. Sein Gewinn stieg von 11 Millionen Valutamark im Jahr 1974 auf 37 Millionen Valutamark im Jahr 1989. Im November 1989 verfügte sie über 81 Verträge mit Zulieferern. Im Zuge der deutschen Wende stellte das Unternehmen im vierten Quartal 1989 seine Exporttätigkeit ein, allerdings ohne dass der Beschluss dazu Gesetzeskraft erhielt. Auf einen Beschluss des Ministerrates hin wurde die Firma mit Wirkung vom 30. Januar 1990 offiziell aufgelöst.
Ein Untersuchungsausschuss des Deutschen Bundestages beschäftigte sich 1993 intensiv mit dem Wirken der Kunst und Antiquitäten GmbH.
Seit 2017 sind ca. 74 laufende Meter Akten aus der Geschäftstätigkeit der Firma im deutschen Bundesarchiv für die Online-Recherche verfügbar. Sie dienen auch der Provenienzforschung.